# エンジェル・ハント
『エンジェル・ハント』（・は、ハートの場合も）は、おおばやしみゆきによる日本の漫画作品。
主な略称は「エンハン」。

## あらすじ
エクソシストの父親を持つ主人公・椎名天音は、父親の力を受け継ぎ、霊や魔物が見える体質をもっていた。しかし、父親の居ないところ（学校）では「見えないふり、聞こえないふり、誰にも言わない、勝手に除霊をしない」という約束をして生活している。大好きな父親との言いつけは絶対、と思っている天音。問題は、クラスメートのオカルト大好き少女・松田真由。天音は霊嫌いで通っているので真由からは嫌われているが、ちょっとした言い争いから真由が校庭の動物霊を除霊する、と宣言してしまうところから物語は動き始める。（仕方なく）除霊しかけた校庭の動物霊＝うさぎ霊うさっちと仲良くなるが、同時に真由に「霊が見える」と弱みを握られてしまう。
その後、クラスメートに憑いていた霊の 真由と（仕方なく手を貸してしまった）天音の除霊の様子を見ていた3人組。その3人とは、転校生の浜崎竜彦、天堂正斗、それに生徒会長の姫野ひとしだった。
とあるきっかけで、その3人はエンジェルという異世界の住人で 現世に転生してきたこと、天音と真由も覚醒していないだけの迷いエンジェルという存在だと言う事が分かってしまう。
最初は戸惑う天音だったが、真由や音楽室にいた霊の言葉に心を決め、父親の許可を取り、本格的に除霊＝バスターを始める。
うさっちの助言があったり、時には失敗しかけながらも順当にバスターを続けて行く2人。しかし、ふと盗み聞きした3人の会話から、どちらかが堕天使だということを知ってしまう真由。その事で一度 友情に亀裂が入るが和解し、同時に「転生前の事を思い出してもお互いにしか話さない」と約束をする。しかし、その一件から運命は大きく回り始める。

## 登場人物

### 主要人物
椎名 天音（しいな あまね）
主人公。雨漏りまでするオンボロ教会にエクソシストの父と2人暮らしの中学生。母親は彼女を産んですぐに亡くなった。親戚もおらず、父親が他界し孤児となる。
金髪縦ロールの容姿が整った美少女で、男子にそこそこ人気があったよう。父親の事を「パパ」と呼んで誰よりも慕っていて霊に関わってはいけないという言いつけは絶対に守っている。おっとりしていて女の子らしいタイプだが芯は強い。
父親から嫌われる事が何よりも怖いと言うファザコン。それ故、「エンジェル」だと言われても、ゴーストバスターはしないと言い張っていたが、音楽室の除霊をきっかけにバスターを始める。
父による力の封印を自力で破り、覚醒する。また、バングルを支給される以前は真由と手をつながないと羽根を出せなかった。
前世は、強大な力を持っていた異界の王の娘・エチェ。
松田 真由（まつだ まゆ）
天音のクラスメート。栗色の髪の毛を小さく横で二つに結んでいる。裕福な暮らしをしているらしい。元気いっぱいなムードメーカー。
オカルト大好きで、心霊嫌いで通っていた天音とは当初はあまり仲は良くなかった。正義感が強く、（霊が関わっていたとはいえ）クラスのいじめに関心を示さない天音に強く反発した。気が強い。
妖魔に操られた天音を助ける為の契約で魂を抜かれそうになるが、それがきっかけで覚醒する。また、バングルを支給される以前は天音と手をつながないと羽根を出せなかった。浜崎に恋愛感情を抱いている。
前世の名前は、ミウッチャ・マーセ。イェルカとは幼い頃に将来を誓い合った仲だった。

### 現世
姫野 ひとし（ひめの ひとし）
生徒会長。真面目で気難しい。5人のまとめ役。性格などに難のあるキャラの多い本作において数少ないまともな人物。教師にすら怯えられる天才的頭脳の持ち主（だが、実際の描写は少ない）。天音と浜崎が消えた後、真由に好意を抱いている様な描写もある。
天堂 正斗（てんどう まさと）
高等部への転校生。明るくて人当たりが良い性格。超旬の人気タレント。異界からの転送が不自然に行われてしまったためタイミングが狂い、父親が出張で家にいない間に母親の腹に宿り、母親は言わば処女懐妊の状態となってしまう。不貞を疑われた母親は夫に捨てられ、出自の分からない息子を気味悪がって母親にも愛されなかった。そして二年前に売り上げを持ち逃げして蒸発するという悲惨な生い立ちがある。それが心の傷ともなっている。少しの間、天音と交際していた。天音の事は本気だったようである。前世では何らかの罪人だったらしい。
浜崎 竜彦（はまざき たつひこ）
高等部への転校生。無口でぶっきらぼうだが根は優しい。高校生にして期待のJリーガー。紫の羽根を持つ。エンジェルは全員、人間に興味がなく目的のためには犠牲も厭わないという性質を持つが、彼は人間界の家族だけは大切に思っている。前世の名前は、イェルカ。前世でも現世でもエチェ（天音）が好きだった。また、天音と小さい頃に会ったことがある。
椎名 カイ（しいな カイ）
天音の父親。名前の部分の漢字は不明。生年1968年（本編では1986年となっているが、恐らく間違い）の没年2003年。35歳だったと言える。3人のエンジェルからは、「椎名神父」と呼ばれている。穏やかで優しいがちょっと天然。
人間の中でも才能のあるやり手のエクソシストで、魔物の回収を「エンジェル」の代わりに頼まれる事もあり、「エンジェル」内でも有名だった。
娘の天音が「エンジェル」である事を知りつつも、普通に育てたいが為、天音の力を封印していた。その後も、自らの命を削ってまで天音のバスターの手助けをし、物語途中で命を落とした。
うさっち
学校の校庭に住み着いていた動物霊。その昔自分の世話をしてくれていた飼育係の女の子が好きで、教師を目指して卒業したその子と再会したいと思っていたが、寿命で死んでしまう。
霊となって長い間さまよっている内に悪霊化してしまうが、天音や真由に除霊される寸前で低級霊に戻り、それ以来もう一度女の子に会えるまで天音と真由に着いていくことに。語尾に「～っす」とつける。

#### 各事件に関係のある人物
真柴 ゆみ（ましば ゆみ）
2巻に登場。美少女。天堂に好意を寄せていたが、あえなく失恋。その悲しみをナイトメア（夢魔）につけ込まれる。
りーちゃん、ちゆ
真由の友達。おさげの少女がりーちゃん、ショートヘアの少女で、共に本名不明。オカルト好きだが、2巻において、ちょっとした真由への不満から悪魔を召喚してしまう。
英人（えいと）
3巻に登場。天音からは「巻き毛くん」と呼ばれている。翼を生やした天音と真由を偶然発見して「天使だ!」とつけ回し、彼女らの写真を撮って校内に発表しようとしていた。しかしあまりにもしつこすぎたため、姫野にエンジェルに関する記憶を消された。
江藤 ライム（えとう ライム）
3巻に登場。本当は既に交通事故で死亡しているが、遺された父親の思念が強く成仏出来なかったため、霊となってこの世を彷徨っていた。堕天の力によりこの世の人にも見えるようになった。その事に気づいた天音達と交流し、カラオケに行って遊ぶなど良き友人となるも、堕天を倒される。その後成仏した。
リュラ
3巻に登場した堕天の一人でブラックリストの一位であった。マルーシャの夫。ライムが死んで心のバランスを崩したライムの父の心の隙に憑け入った。天音と真由の力を取り込もうとしたが、結局はマルーシャをかばって姫野たちに封印された。
マルーシャ
3巻に登場した堕天の一人。リュラの妻。リュラは封印されたが、マルーシャはどこかへと逃走して以降、その後の消息は不明。

### 前世
エチェ
天音の前世の姿。金色のロングウェービーの髪と意志の強い瞳を持つ、容姿端麗な少女。父である王の力が膨れあがりすぎた為、その身体から生まれた異界の姫。しかし、王家を狙う刺客を避けるために生まれてすぐに王宮の奥深くに隔離されてしまった。捻くれたところがあり、意図せず尊大な態度をとっていたため、「意地悪でわがままで残酷な姫」と周りに認識され、風評は最悪だった。何年後かに、父を殺害したうばやに堕天の烙印を押され意思とは関係なしに堕天に。
イェルカ
浜崎の前世の姿。ある事をきっかけにしてふさぎ込むようになったエチェの話し相手として、王宮へやってくる。ロノマ出身。成績優秀だが天使の中で最下級といわれる紫色の羽の持ち主。だが、何年後かには偉い位に付くことに。エチェのことが好き。ミウッチャと同郷の幼馴染で、将来を誓い合った仲だったらしい。
ドリュー
イェルカと同じく、エチェの話し相手として城にやって来た。本人曰く「学校では一番優秀」とのこと。しかし、敵が現れたときにエチェに対する本音を言ってしまう。結果的にその時に敵と一緒にエチェに殺される形になった。
ミウッチャ･マーセ
真由の前世の姿。真由とは異なり、臆病で気弱。イェルカとは同郷で、幼い頃は将来を誓い合った仲だった。その後、イェルカは王宮へ召されてしまうが、それでもイェルカを想い続けていた。一度、イェルカに会いに行ったのだが、エチェに邪魔されてイェルカに会えなくなってしまった為、エチェのことを嫌っている。イェルカが「エンジェル」となり人間界に行ったと聞いて、「エンジェル」になる事にするが、またもエチェに邪魔され、一緒にゲートをくぐってしまう。

## 書誌情報
- おおばやしみゆき『エンジェル・ハント』小学館〈ちゃおフラワーコミックス→ちゃおコミックス〉全4巻
  1. 2002年8月23日発売[1]、ISBN 978-4091378583
  2. 2003年4月24日発売[2]、ISBN 978-4091378590
  3. 2003年1月26日発売[3]、ISBN 978-4091378606
  4. 2004年7月30日発売[4]、ISBN 978-4091300300